# 廖旦
廖旦（？—？），滿洲，清朝政治人物、清朝刑部尚書。
曾任左都御史。康熙二十六年九月戊子，接替佛倫，擔任刑部尚書，后改吏部尚書。由圖納接任。